# Omar Chiodín
Omar Luis Chiodín (nacido el 24 de marzo de 1956) es un exfutbolista argentino. Se desempeñaba como delantero y su primer club fue Rosario Central.

## Carrera
Siendo juvenil, tuvo la oportunidad de debutar en Primera División a partir de una huelga de futbolistas profesionales a mediados de 1975. Integró como titular el equipo de Central que venció a Racing Club 10-0 en Avellaneda, el 14 de agosto de ese año. Convirtió el sexto gol canalla a los 28 minutos de partido. El elenco auriazul contó como entrenador interino a Francisco Erauzquin, ya que el técnico del primer equipo, el uruguayo José Ricardo De León, cedió su lugar a un técnico de inferiores que conocía mejor a estos futbolistas. Repitió como titular a la fecha siguiente ante Estudiantes en Arroyito, con victoria centralista 4-2 con tres goles de Mario Alberto Kempes. Retornó a jugar en reserva el resto de la temporada, pasando a Sarmiento de Junín en 1976, para jugar el torneo de Primera B. La experiencia no fue positiva para él, ya que el conjunto verde perdió la categoría.

## Clubes
| Club               | País      | Año  |
| ------------------ | --------- | ---- |
| Rosario Central    | Argentina | 1975 |
| Sarmiento de Junín | Argentina | 1976 |